# Чорбя, Виктор
Виктор Чорбя (рум. Victor Ciorbea; род. 26 октября 1954, Понор, Алба, Румыния) — румынский государственный и политический деятель. Премьер-министр Румынии с 12 декабря 1996 по 30 марта 1998 года.

## Биография

### Образование и карьера
Окончил юридический факультет Университета Бабеш-Бойяи в Клуж-Напоке. После окончания университета работал в бухарестском городском суде и читал лекции по праву в Бухарестском университете. Позднее получил там учёную степень по праву и стажировался в Кейс-Вестерн-Резерв университете в США.

### Политическая деятельность
В начале 1990-х гг. возглавлял две федерации независимых профсоюзов. В 1996 году около полугода был мэром Бухареста, а в декабре стал премьер-министром Румынии. В 1997 году подал заявку на вступление в НАТО. Тогда же он начал проведение программы серьёзного сокращения расходов и ускорения приватизации с целью улучшения экономического положения. Премьерство Чорбя характеризовалось сложной экономической ситуацией и падением уровня жизни, что привело к непопулярности премьера. В результате, весной 1998 года президент Эмиль Константинеску отправил Чорбя в отставку.
В 2002—2004 годах был председателем Христианско-демократической национал-цэрэнистской партии (впоследствии критически относился к новому партийному лидеру Аурельяну Павелеску). С 2004 года ушёл из большой политики; занимается адвокатской практикой.